# Jean Bodin
Jean Bodin (Angers, 1530. – Laon, 1596.), poznati je francuski pravnik, politički mislilac, filozof, povjesničar i ekonomist.

## Životopis
Rodio se u blizini Angersa u obitelji bogatog majstora krojača Guillaumea Bodina i Catherine Dutertre. Školovao se u rodnom gradu, a potom ga je privukao redovnički život te se pridružio karmelićanskom samostanu Notre-Dames-des-Carmes. Prije nego što je položio reodvničke zavjete, otišao je 1545. studirati dvije godine u Pariz; od 1550. godine studirao je pravo u Toulouseu. Krajem studija preveo je s grčkog na latinski jezik djelo Opijana (Oppiani De venatione, 1555.) pod patronatom angerskog biskupa.
Godine 1560. vratio se u Pariz i obnašao stanovite službe kao kraljev savjetnik. Tijekom vjerskog sukoba u Francuskoj, Bodin je ostao vjeran katoličanstvu. Godine 1570. postao je nadzornik šuma u Normandiji, tu se navodno zamjerio kralju Karlom IX., jer je ustvrdio da je kralj samo korisnik šuma, dok one zapravo pripadaju narodu. Potom je Bodin od 1571. do 1583. godine služio kao sekretar vojvode od Alençona, koji je bio član kraljevske obitelji. Ta je služba omogućila Bodinu stanoviti upliv u poslovima visoke politike i diplomacije, tako je 1573. dočekao poljsko veleposlanstvo koje je kraljevom mlađem bratu Henriku, ponudilo poljsku krunu. 1576. godine postao je predstavnik Trećeg staleža u pariškom Parlamentu.

## Rad i djelo
Bodin je 1566. napisao djelo Metode za lako razumijevanje povijesti (Methodus ad facilem historiarum cognitionem). U tom djelu razvio je teoriju univerzalnog povijesnog znanja, zaključivši da povijesno i pravno znanje omogućuje bolju upravu i vladavinu države.
Sa stajališta sociologije prava, njegovo je najpoznatije djelo Republika (Les Six livres de la République) napisano 1576. u šest tomova, koje sadržava ukupnu pravnu i političku misao renesansne Francuske. Kao realistički renesansni mislilac, Bodin je, u socijalno-političkoj pravnoj misli ostao poznat kao jedan od prvih tvoraca i utemeljitelja teorije suvereniteta .
Suverenitet, suverenost, za Bodina je određujući pojam za državu i državni ustav. Ius maiestatis za Bodina znači apslolutnost, jedinstvo i neprenostivnost vlasti. Um i autoritet čine najautoritativnije principe državnog života, a vlast i vladari odgovorni su za dobrobit ljudi i naroda, ne samo pred pozitivnim, ustavno-pravnim, već i pred prirodno-pravnim zakonom. 
Bodin se uvelike bavio izučavanjem tzv. komparativnog prava (uspoređivanjem pravnih rješenja iz raznih država), što je do danas ostala jednom od glavnih metoda u pravnoj znanosti. Također je sustavno prikazivao historijski razvoj pravnih instituta, što je u to vrijeme bila avangardna metoda u pravnoj (i svakoj drugoj) znanosti. Takvim pristupom izučavanju prava, Bodin je pokrenuo proces koji je pravnu znanost u stanovitoj mjeri emancipiralo od pukog korištenja metoda jezične egzegeze.
Makar su njegova izučavanja bila prvenstveno pravnog karaktera, dodirnuo je i područje ekonomije (u to vrijeme su se državnim financijama i upravljanjem nacionalnom ekonomijom, uostalom, bavili pravnici): tu je Bodin prepoznao da pravo bogatstvo države ne počiva u količini zlata, nego u proizvodnji i prirodnim resursima. U djelu Réponse aux paradoxes de M. de Malestroit (1568) ukazao je na pogrešnost pripisivanja inflacije zloupotrebama u kovanju novca - ispravno uputivši na nagli porast ponude zlata iz Amerike kao glavni razlog inflacije. U vrijeme kada ekonomska znanost jedva da je postojala (a i inflacija je predstavljala novi fenomen), takva je teza bila pravi spoznajni prodor. Uz to je Bodin uspio prepoznati kretanje cijena tijekom vremena koristeći ekonomske podatke na statistički način, što je također predstavljalo veliki spoznajni doprinos.
Godine 1581. napisao je De la démonomanie des sorciers u kojem upozorava na postojanje demonskih sila koje navode ljude na odbacivanje vjerovanja u postojanje magije i vještica koje služe Sotoni. On objašnjava kako je napisao to djelo s ciljem da upozori ljude na djelovanje vraga i odvratio ih od služenja njemu i naglasio kako ne postoji gori zločin od toga koji zavrjeđuje najtežu kaznu.
Bodin se zalagao za princip tolerancije između narodnih i religijskih skupina, te neki biografi proučavanjem njegovih djela nalaze da je bio vjerski sinkretist i pristalica deizma. Kao političko rješenje je Bodin međutim nudio da država osigura jednoobrazno bogoštovlje gdje god je to moguće (u Francuskoj bi to, jasno, bilo katoličanstvo), a toleranciju bi prema Bodinu trebalo uspostaviti u onim krajevima gdje se manjinsku vjersku zajednicu ne može suzbiti bez nereda.

### Djela
- Oppiani De venatione, Libri IIII, J. Bodino Andegavensi interprete, Paris, apud Michaëlem Vascosanum, 1555.
- Methodus ad facilem historiarum cognitionem, 1566.
- Les Six livres de la République, 1576.
- Juris universi distributio, 1578.
- De la démonomanie des sorciers, 1581.
- Universae naturae theatrum, in quo rerum omnium effectrices causae et fines quinque libris discutiuntur, Lugduni, apud Jacobum Roussin, 1596.
- Colloquium Heptaplomeres de rerum sublimium arcanis abditis, 1683.